# Самуил из Эврё
Самуил из Эврё — французский тосафист XIII века, родом из Эврё.

## Биография
Младший брат тосафиста рабби Моисея из Эврё. Был ректором раввинской школы в Шато-Тьерри.fv
Состоял в научной переписке с известным тосафистом рабби Иехиелем из Парижа и с рабби Нетанелем Старшим (Nathaniel the Elder).
Толкования Самуила приводятся часто в тосафот.